# Suore domenicane della Congregazione di Nostra Signora del Santo Rosario (Monteils)
Le Suore Domenicane della Congregazione di Nostra Signora del Santo Rosario, dette di Monteils (in francese Sœurs Dominicaines de la Congrégation de Notre-Dame du Très Saint-Rosaire), sono un istituto religioso femminile di diritto pontificio.

## Storia
La congregazione, sorta nel 1850 a Bor, fu fondata da Alexandrine Conduché (1833-1878) con il sostegno del parroco Pierre-Jean Gavalda per l'insegnamento nelle scuole rurali.
L'istituto fu canonicamente eretto l'8 ottobre 1851 e nel 1888 la casa madre fu trasferita a Monteils.
Le religiose ricevettero il pontificio decreto di lode il 5 maggio 1891 e le loro costituzioni furono approvate definitivamente il 26 gennaio 1942.

## Attività e diffusione
Le suore si dedicano principalmente all'istruzione e all'educazione cristiana della gioventù; nel 1885 aprirono la loro prima missione a Uberaba e si dedicarono all'apostolato presso i minatori in Belgio; dopo l'approvazione delle leggi anticongregazioniste in Francia, iniziarono ad affiancare all'insegnamento l'attività infermieristica.
Sono presenti in Europa (Belgio, Francia, Italia, Spagna), nelle Americhe (Brasile, Paraguay, Perù, Repubblica Dominicana) e in Asia (Corea del Sud, Vietnam); la sede generalizia è a Parigi.
Alla fine del 2008 la congregazione contava 351 religiose in 62 case.